# Étienne-Louis Boullée

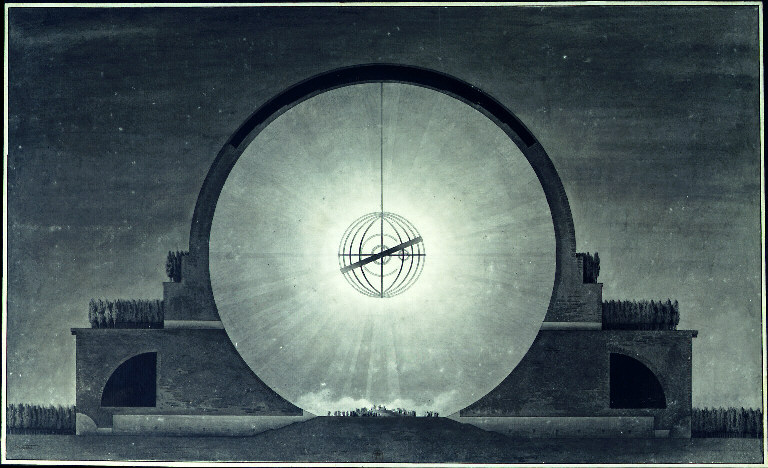
Cenotafi a Newton.

Étienne-Louis Boullée (1728-1799) fou un arquitecte i teòric francès, un dels impulsors d'una nova línia neoclàssica amb tocs fantàstics. Entre els seus assajos més coneguts destaca Arquitectura. Assaig sobre l'art, amb el que va influir diverses generacions d'arquitectes.